# San Marinees voetbalelftal in 2001
Het San Marinees voetbalelftal speelde in totaal zes interlands in het jaar 2001, alle wedstrijden in de kwalificatiereeks voor de WK-eindronde 2002 in Japan en Zuid-Korea. De ploeg stond onder leiding van Giampaolo Mazza, die oud-international Massimo Bonini in 1998 was opgevolgd. Op de FIFA-wereldranglijst steeg de dwergstaat in 2001 van de 168ste (januari 2001) naar de 158ste plaats (december 2001).

## Balans
| Wedstrijden | Wedstrijden | Wedstrijden | Wedstrijden | Doelpunten | Doelpunten | Doelpunten | Punten |
| Gespeeld    | Winst       | Gelijk      | Verlies     | Voor       | Tegen      | Saldo      | Punten |
| ----------- | ----------- | ----------- | ----------- | ---------- | ---------- | ---------- | ------ |
| 6           | 0           | 1           | 5           | 3          | 27         | –24        | 0.167  |

## Interlands
|                                                     | |        |                |                                                                                         |
| 28 februari WK-kwalificatie № 53 «onderlinge duels» | België | 10 – 1 | San Marino     | Koning Boudewijnstadion, Brussel Toeschouwers: 40.104 Scheidsrechter: Sten Kaldma (EST) |
| 28 februari WK-kwalificatie № 53 «onderlinge duels» | Yves Vanderhaeghe 10' Émile Mpenza 12' Bart Goor 26' Yves Vanderhaeghe 50' Bart Goor 60' Walter Baseggio 65' Marc Wilmots 72' Bob Peeters 76' Bob Peeters 84' Bob Peeters 89' |        | 90' Andy Selva | Koning Boudewijnstadion, Brussel Toeschouwers: 40.104 Scheidsrechter: Sten Kaldma (EST) |

|                                                  |                                                                     |       |            |                                                                               |
| 28 maart WK-kwalificatie № 54 «onderlinge duels» | Schotland                                                           | 4 – 0 | San Marino | Hampden Park, Glasgow Toeschouwers: 27.313 Scheidsrechter: Petteri Kari (FIN) |
| 28 maart WK-kwalificatie № 54 «onderlinge duels» | Colin Hendry 21' Colin Hendry 32' Billy Dodds 33' Colin Cameron 64' |       |            | Hampden Park, Glasgow Toeschouwers: 27.313 Scheidsrechter: Petteri Kari (FIN) |

|                                                            |                  |       |                   |                                                                                 |
| 25 april WK-kwalificatie № 55 «onderlinge duels» 18:30 uur | Letland          | 1 – 1 | San Marino        | Skonto Stadion, Riga Toeschouwers: 4.000 Scheidsrechter: Karen Nalbandyan (ARM) |
| 25 april WK-kwalificatie № 55 «onderlinge duels» 18:30 uur | Marian Pahars 1' |       | 59' Nicola Albani | Skonto Stadion, Riga Toeschouwers: 4.000 Scheidsrechter: Karen Nalbandyan (ARM) |

|                                                |                                                                              |       |            |                                                                                     |
| 2 juni WK-kwalificatie № 56 «onderlinge duels» | Kroatië                                                                      | 4 – 0 | San Marino | Stadion Varteksa, Varaždin Toeschouwers: 7.000 Scheidsrechter: Oleg Timofejev (EST) |
| 2 juni WK-kwalificatie № 56 «onderlinge duels» | Goran Vlaović 2' Boško Balaban 29' Davor Šuker 53' (pen.) Davor Vugrinec 61' |       |            | Stadion Varteksa, Varaždin Toeschouwers: 7.000 Scheidsrechter: Oleg Timofejev (EST) |

|                                                |                |       |                                                                            |                                                                                   |
| 6 juni WK-kwalificatie № 57 «onderlinge duels» | San Marino     | 1 – 4 | België                                                                     | Stadio Olimpico, Serravalle Toeschouwers: 1.538 Scheidsrechter: Haim Yaacov (ISR) |
| 6 juni WK-kwalificatie № 57 «onderlinge duels» | Andy Selva 12' |       | 9' Marc Wilmots 64' Gert Verheyen 72' Wesley Sonck 89' (pen.) Marc Wilmots | Stadio Olimpico, Serravalle Toeschouwers: 1.538 Scheidsrechter: Haim Yaacov (ISR) |

|                                                     |            |                                                                                        |         |                                                                                       |
| 5 september WK-kwalificatie № 58 «onderlinge duels» | San Marino | 0 – 4                                                                                  | Kroatië | Stadio Olimpico, Serravalle Toeschouwers: 1.387 Scheidsrechter: Knud Stadsgaard (DEN) |
| 5 september WK-kwalificatie № 58 «onderlinge duels» |            | 40' Niko Kovač 49' (pen.) Robert Prosinečki 77' Zvonimir Soldo 90+1' Robert Prosinečki |         | Stadio Olimpico, Serravalle Toeschouwers: 1.387 Scheidsrechter: Knud Stadsgaard (DEN) |

## FIFA-wereldranglijst
| JAN | FEB | MAR | APR | MEI | JUN | JUL | AUG | SEP | OKT | NOV | DEC |
| --- | --- | --- | --- | --- | --- | --- | --- | --- | --- | --- | --- |
| 168 | 170 | 168 | 166 | 165 | 158 | 159 | 159 | 158 | 157 | 158 | 158 |

## Statistieken
| Federico Gasperoni   | 1976-09-10 | SS Folgore/Falciano   | 6 | 0 | 0 |
| Verdediging          |            |                       |   |   |   |
| Simone Della Balda   | 1972-12-02 | SP Tre Penne          | 6 | 0 | 0 |
| Mauro Marani         | 1975-03-09 | AC Juvenes/Dogana     | 5 | 0 | 0 |
| Damiano Vannucci     | 1977-07-30 | CBR Pietracurta       | 4 | 1 | 0 |
| Simone Bacciocchi    | 1977-01-22 | SP Domagnano          | 4 | 0 | 0 |
| Mirco Gennari        | 1966-03-29 | geen club             | 4 | 0 | 0 |
| Nicola Albani        | 1981-04-15 | SS Murata             | 3 | 1 | 1 |
| Luca Gobbi           | 1971-06-12 | SP Tre Penne          | 3 | 0 | 0 |
| Vittorio Valentini   | 1973-10-09 | SS San Giovanni       | 1 | 1 | 0 |
| Luca Nanni           | 1978-12-12 | SP Cailungo           | 0 | 2 | 0 |
| Middenveld           |            |                       |   |   |   |
| Ermanno Zonzini      | 1974-04-01 | SS Cosmos             | 6 | 0 | 0 |
| Ivan Matteoni        | 1971-08-21 | SP Tre Fiori          | 5 | 0 | 0 |
| Riccardo Muccioli    | 1974-08-27 | Unione Sportiva Russi | 5 | 0 | 0 |
| Bryan Gasperoni      | 1974-09-26 | SP Domagnano          | 3 | 0 | 0 |
| Pierangelo Manzaroli | 1969-03-25 | SS Pennarossa         | 2 | 2 | 0 |
| Ivan Bugli           | 1978-07-24 | SS San Giovanni       | 1 | 3 | 0 |
| Roberto Selva        | 1981-01-02 | SP La Fiorita         | 0 | 4 | 0 |
| Aanval               |            |                       |   |   |   |
| Andy Selva           | 1976-05-25 | US Grosseto           | 6 | 0 | 2 |
| Paolo Montagna       | 1976-05-28 | SS Cosmos             | 1 | 1 | 0 |
| Marco De Luigi       | 1978-03-21 | SP Cailungo           | 1 | 0 | 0 |
| Andrea Ugolini       | 1974-07-23 | ASD Tropical Coriano  | 0 | 3 | 0 |

FSGC · A-internationals · Bondscoaches · Statistieken · San Marino U21 · San Marino U19 · San Marino U18 · San Marino U17 · San Marino U16
1986 – 1989 · 1990 – 1999 · 2000 – 2009 · 2010 – 2019 · 2020 – 2029
2000 · 2001 · 2002 · 2003 · 2004 · 2005 · 2006 · 
Albanië · 
Andorra ·
Azerbeidzjan ·
België · 
Bosnië en Herzegovina · 
Bulgarije ·
Canada ·
Cyprus ·
Denemarken ·
Duitsland · 
Engeland · 
Estland · 
Faeröer · 
Finland · 
Gibraltar · 
Griekenland · 
Hongarije · 
Ierland · 
IJsland ·
Israël · 
Italië · 
Kaapverdië ·
Kazachstan ·
Kosovo ·
Kroatië · 
Letland · 
Libanon · 
Liechtenstein · 
Litouwen · 
Luxemburg ·
Malta ·
Moldavië ·
Montenegro ·
Nederland · 
Noord-Ierland · 
Noorwegen ·
Oekraïne ·
Oostenrijk · 
Polen · 
Roemenië · 
Rusland · 
Saint Kitts en Nevis ·
Saint Lucia ·
Schotland · 
Servië en Montenegro · 
Seychellen ·
Slovenië · 
Slowakije · 
Spanje · 
Syrië ·
Tsjechië · 
Turkije · 
Wales · 
Wit-Rusland · 
Zweden · 
Zwitserland
Nederland (2011)